# Andrés Recalde (Boxer)
Andrés Recalde (* 5. Juni 1904; † 17. Januar 1956) war ein uruguayischer Boxer.
Recalde, der mit vollständigem Namen Andrés Recalde Miguez hieß, trat als Boxer für sein Heimatland Uruguay bei den Olympischen Sommerspielen 1924 in den Boxwettbewerben im Fliegengewicht an. Er unterlag jedoch bereits in seinem Erstrundenkampf am 15. Juli 1924 nach Punkten gegen den Italiener Gaetano Lanzi (1905–1980). Damit belegte er den 17. Platz.